# Dickson Etuhu
Dickson Paul Etuhu (* 8. Juni 1982 in Kano) ist ein nigerianischer ehemaliger Fußballspieler.

## Vereinskarriere
Etuhu wuchs im Londoner Stadtteil Nunhead auf und besuchte das St. Thomas the Apostle College. Er ist der älteste von vier Brüdern, der jüngste, Kelvin Etuhu, ist ebenfalls Profifußballer. Erste Profistation war Manchester City, anschließend wechselte er im Januar 2002 für 300.000 Pfund zu Preston North End und spielte dort bis November 2005.

### Norwich City
Im November 2005 wurde er an Norwich City verliehen. Obwohl seine Leistungen während der Leihphase eher durchwachsen waren, wurde er zwei Monate später von Norwich für 450.000 Pfund verpflichtet. Seine Leistungen besserten sich gegen Ende der Saison und Etuhu konnte auch in der folgenden Saison überzeugen.
Sein erstes Ligator für Norwich erzielte er im September 2006 gegen Southend United, am 21. Oktober desselben Jahres erzielte er den 1:0-Siegtreffer über Cardiff City und verhalf damit seinem neuen Trainer Peter Grant, der zwei Wochen zuvor Nigel Worthington ablöste, zu einem Sieg im ersten Heimspiel.

### Sunderland
Bei Aufsteiger FC Sunderland unterschrieb er im Juli 2007 einen Vertrag, die Ablösesumme betrug 1,5 Millionen Pfund. Etuhu gelang es beim Premier-League-Klub sofort einen Stammplatz zu erobern und absolvierte in der Hinrunde 18 Ligaeinsätze.

## Nationalmannschaftskarriere
Etuhu war bereits vor der Weltmeisterschaft 2002 im Blickfeld der nigerianischen Nationalmannschaft, wurde letztlich aber nicht berücksichtigt. Im September 2007 wurde er von Nationaltrainer Berti Vogts erstmals in den Nationalkader seines Landes berufen, musste aber verletzungsbedingt absagen. Im darauffolgenden Monat debütierte in einem Freundschaftsspiel gegen Mexiko. Der Mittelfeldspieler steht auch im Aufgebot Nigerias bei der Afrikameisterschaft 2008 in Ghana.